# Usiinae
Usiini
Sous-famille
Tribu
Usiinae est une sous-famille d'insectes diptères de la famille des Bombyliidae. Usiini est une tribu des deux tribus de cette sous-famille avec Apolysini.

## Classification
La sous-famille Ussinae et la tribu Usiini sont décrites par T. Becker en 1913,,.

## Genres
Il y a trois genres et environ 180 espèces dans la famille Usiinae,, :
- Apolysis Loew, 1860 i c g b
- Parageron Paramonov, 1929 c g
- Usia Latreille, 1802 c gData sources: i = ITIS[5], c = Catalogue of Life[7], g = GBIF[8], b = Bugguide.net[5],[7],[8],[6],[4]

### Publication originale
- (la) T. Becker, Genera Bombyliidarum, vol. 17, coll. « Ezhegodnik Zoologicheskago Muzeya », 1913, 421-502 p.